# Auguste Eugène Méquignon
Auguste Eugène Méquignon, né le 21 février 1875 à Paris et mort le 13 août 1958 dans la même ville, est un entomologiste français. Il est spécialisé dans les coléoptères, particulièrement les Staphyliniformia et les Cucujoidea.

## Biographie
En 1901, il est membre de la Société entomologique de France et en devient président en 1922.

## Liste partielle des publications
- Notes diverses dans le Bulletin de la Société Entomologique de France et Miscellanea Entomologica.
- [1938]  Avec Jean Sainte-Claire Deville Catalogue raisonné des coléoptères de France Société entomologique de France, 1938 - 474 pages.
- [1942]  Voyage de MM. L. Chopard et A. Méquignon aux Açores (août-septembre 1930). XIII. Diagnoses de Coléoptères nouveaux. Bulletin de la Société Entomologique de France, 47: 9–11.
- [1942]  Voyage de MM. L. Chopard et A. Méquignon aux Açores (Août-septembre 1930). XIV. Catalogues des Coléoptères Açoréens. Annales de la Société Entomologique de France, 111: 1–66.
- [1943]  Notes diverses sur des Coléoptères de France. Bulletin de la Société Entomologique de France, 48(11): 159–162.